# 吉洪·希绍夫
吉洪·希绍夫（俄语：Тихон Шишов)；1983年2月11日—）是一位愛沙尼亞俄羅斯裔足球運動員，在場上的位置是右後衛。他現在效力於愛沙尼亞足球甲級聯賽球隊錫拉邁埃卡勒夫足球俱樂部。